# Alexandre Ier de Kakhétie
Pour les articles homonymes, voir Alexandre Ier.
Alexandre Ier de Kakhétie (en géorgien : ალექსანდრე I, Aleksandre I ; vers 1445–27 avril 1511) est un roi de Kakhétie de la dynastie des Bagrations de 1476/1490 à 1511. 

## Biographie
Alexandre Ier est le fils aîné du roi Georges VIII de Géorgie, le dernier souverain effectif du royaume uni de la Géorgie médiévale. Roi associé à son père en 1460, il lui succède à sa mort et est reconnu comme roi de Kakhétie lors de l’accord national de 1490.
Pendant tout son règne, il doit rechercher des compromis diplomatiques pour tenter d’apaiser les conflits avec les puissances musulmanes hostiles qui entourent désormais la Géorgie affaiblie. Il doit se résoudre à se reconnaître vassal et à payer tribut.
En 1477, lorsque Uzun Hasan Khan des Turcomans Aq Qoyunlu, après avoir ravagé le Karthli, tente d’envahir la Kakhétie, Alexandre Ier accepte de reconnaître sa suprématie et de lui payer un petit tribut qui protège son royaume de l'agression musulmane.
En 1501, il envoie son fils cadet Démétrius présenter sa soumission, comme roi chrétien vassal, au Chah séfévide Ismail Ier de Perse, vainqueur des Turcomans, qui vient de conquérir le Chirvan, sauvant une nouvelle fois la Kakhétie de la destruction.
Parallèlement, en 1483 et en 1491, Alexandre Ier dépêche deux ambassades au grand-duc de Moscou Ivan III, initiant ainsi le renouveau des relations diplomatiques entre les principautés géorgiennes et la puissance renaissante de la Russie.
Alexandre Ier est brutalement assassiné le 27 avril 1511 par son fils Georges, surnommé pour cela Georges le Mauvais (en géorgien  : ავგიორგი, Avgiorgi), qui craint d’être dépossédé de la succession au trône.

## Union et descendance
Alexandre Ier a épousé avant 1479 Ana Tinatina, fille aîné du prince Beena Irubakidzé Cholokashvili de Satcholakao, dont :
- Georges Ier dit  Georges le Mauvais ;
- Démétrius, aveuglé par son frère après le meurtre de leur père en 1511 ;
- Tinatin (morte avant 1566), épouse de Spiridon, prince Gogibaschvili (mort avant 1566).

## Sources
- Cyrille Toumanoff, Les dynasties de la Caucasie chrétienne de l'Antiquité jusqu'au XIXe siècle : Tables généalogiques et chronologiques, Rome, 1990, p. 140 et 161.
- Marie-Félicité Brosset, Histoire de la Géorgie. Tome II : Histoire moderne de la Géorgie, réédition Adamant Media Corporation  (ISBN 0-543-94480-8), p. 148-149.
- (en) Cyrille Toumanoff « The Fifteenth-Century Bagratids and the institution of the collegial sovereignty in Georgia » consulté le 18 janvier 2014.